# John Tiptoft, I conde de Worcester

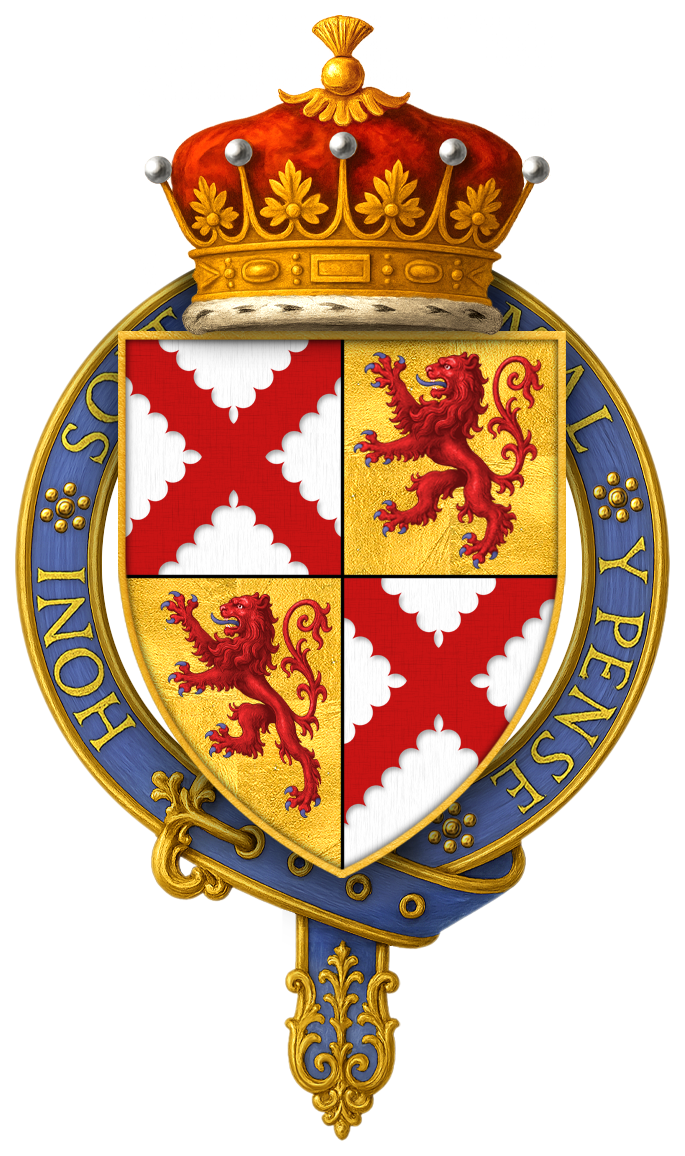
Armas de Sir John Tiptoft, I conde de Worcester, KG: Cuarteles 1 y 4: Plata, un saltire engrailed gules (Tiptoft); 2 y 3: O, un león rampante gules (Powys)

John Tiptoft, I conde de Worcester KG (8 de mayo de 1427-18 de octubre de 1470) fue un noble y erudito inglés, Lord Gran Tesorero, Lord Diputado y Lord Gran Condestable y Gobernador Diputado de Irlanda. Es conocido como "el carnicero de Inglaterra".

## Orígenes
Nacido en Eversden en 1427, era hijo de John Tiptoft, I Barón Tiptoft, y Joyce Cherleton, co-heredera de Edward Charleton, V Barón Cherleton. Fue notable por su formación, estudiando en el University College de Oxford entre los 13 y los 16 años.

## Matrimonios y descendencia
Casó:
- Cecily Neville, duquesa de Warwick, hija de Richard Neville, V conde de Salisbury, en 1449, sin descendencia. Falleció el 28 de julio de 1450.
- Elizabeth Greyndour (d. 1452), hija y heredera única de Robert Greyndour (d. 1443) de Clearwell, Gloucestershire. Tuvieron un hijo, John, que murió el año de su nacimiento, 1452.
- Elizabeth Hopton (b. c. 1445, d. 22 de junio de 1498), hija de Sir Thomas Hopton y Eleanor Lucy; nieta de Sir Walter Hopton. Tuvieron un hijo, Edward, que murió en 1485.

## Carrera

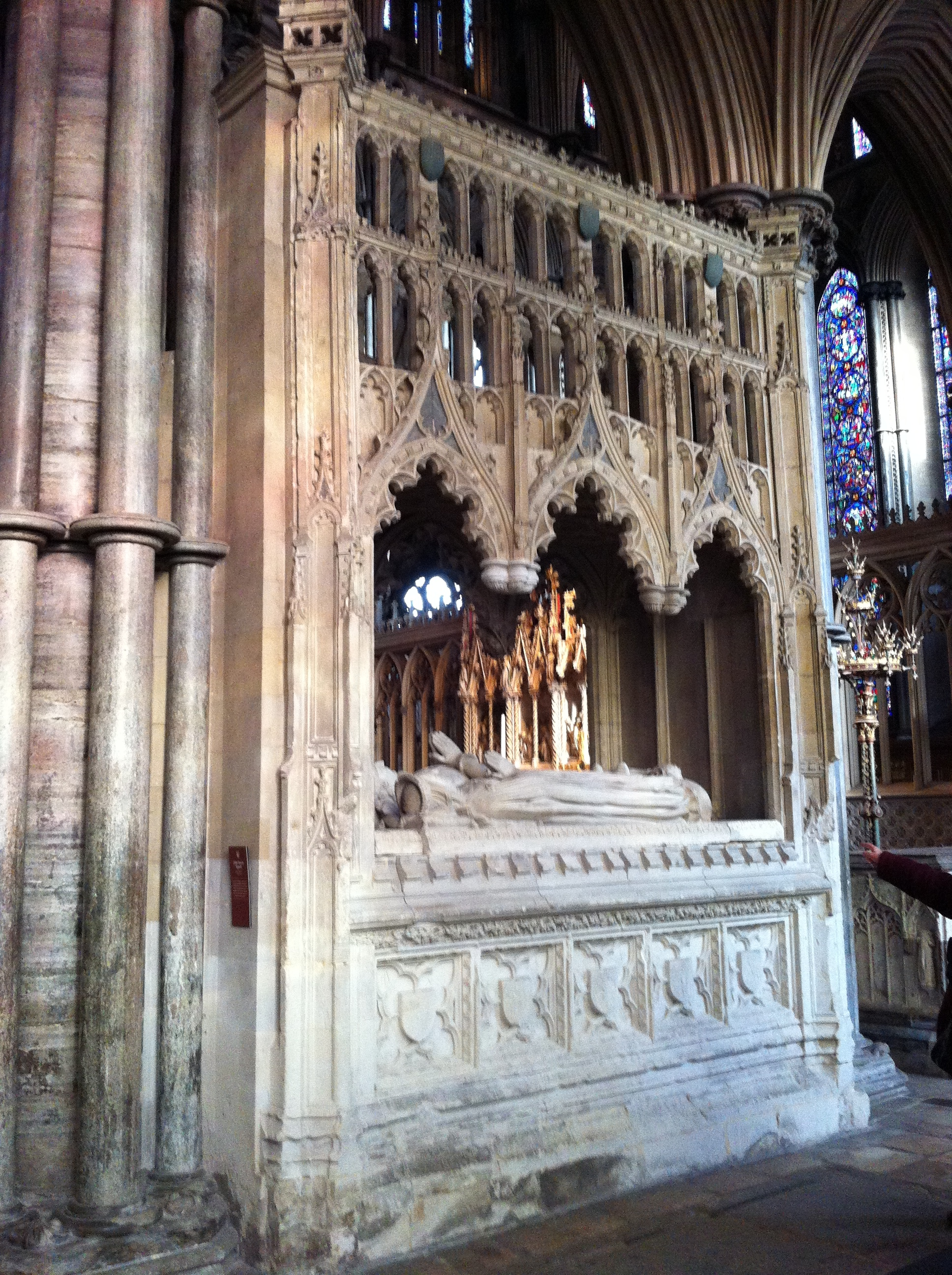
Memorial de John Barón Tiptoft, Conde de Worcester en la catedral de Ely.

Tuvo unos comienzos brillantes. Después de ser creado Conde de Worcester el 16 de julio de 1449, desempeñó numerosos cargos oficiales, primero como Gran Lord Tesorero (1452–1454) y luego como Lord Diputado de Irlanda (1456–1457). Partió entonces en peregrinaje a Tierra Santa, y regresó por Italia, donde quedó dos años, estudiando en la Universidad de Padua. Allí obtuvo una reputación considerable como experto en latín.
Regresó a Inglaterra en 1461 y fue recibido con favor por Eduardo IV, recibiendo la Orden de la Jarretera y siendo nombrado para numerosos cargos, incluyendo en 1461, Condestable de la Torre de Londres de por vida y en 1463, Mayordomo de la Hacienda. Como Lord alto condestable (1462), presidió los juicios sobre attainders y ejecuciones de Lancastrianos, un cargo que desempeñó con excepcional crueldad, decapitando, descuartizando, y empalando. En 1464 fue nombrado Canciller vitalicio de Irlanda y en 1467 fue nombrado nuevamente Lord Diputado de Irlanda, e intervino en la ejecución de Thomas Fitzgerald, VII conde de Desmond.
Tras la Readeción de Enrique VI en 1470, Tiptoft fue incapaz de huir con Eduardo IV y sus seguidores. Fue capturado por los Lancastrianos y decapitado en la Torre de Londres, attainted y su título expropiado. Su último acto fue pedir al verdugo que le separara su cabeza con tres golpes, por la Trinidad.
El título II conde de Worcester fue el único restaurado a su hijo menor Eduardo, el 14 de abril de 1471, a pesar de que no se nombró ningún Regente. Su hijo Eduardo murió en 1485, todavía menor..